# Буртенбах
Буртенбах (нім. Burtenbach) — громада в Німеччині, знаходиться в землі Баварія. Підпорядковується адміністративному округу Швабія. Входить до складу району Гюнцбург.
Площа — 37,64 км2. Населення становить 3382 ос. (станом на 31 грудня 2020).
У Буртенбаху розташована штаб-квартира машинобудівної компанії Kögel Trailer.